# Raión de Oktiabr (Kursk)
El raión de Oktiabr (ruso: Октя́брьский райо́н) es un distrito administrativo y municipal (raión) ruso perteneciente a la óblast de Kursk. Se ubica en el centro de la óblast. Su capital es Priamítsyno.
En 2021, el raión tenía una población de 23 164 habitantes.
El raión comprende un conjunto de áreas rurales o poco pobladas ubicadas que separan los territorios y raiones de las ciudades de Kurchátov al oeste y Kursk al este. La capital del raión, Priamítsyno, es un área urbana periférica de Kursk situada en la salida hacia la carretera a Kurchátov. El raión fue creado en 1970 y su topónimo "октя́брь" significa en ruso "octubre", siendo un topónimo que se daba habitualmente en la Unión Soviética en referencia a la Revolución de Octubre. El área ya había existido como raión entre 1928 y 1963, con la denominación de "raión de Lenin" (Ленинский район) y capital en Dyákonovo.

## Subdivisiones
Comprende el asentamiento de tipo urbano de Priamítsyno (la capital, que forma un ayuntamiento urbano sin pedanías) y 92 localidades rurales. A efectos de autogobierno local (descentralización), estas últimas se agrupan en diez asentamientos rurales, que reciben el nombre tradicional de selsovet (сельсовет), y que son los siguientes:
- Ártiujovka
- Bolshoye Dolzhenkovo
- Dyákonovo
- Katyrina (sede del ayuntamiento en Mitrofánova)
- Lobazovka (sede del ayuntamiento en Zhuravlino)
- Nikólskoye (sede del ayuntamiento en Stoyánova)
- Plotava
- Starkovo
- Filípova (sede del ayuntamiento en Aliábyeva)
- Chernítsyno

A diferencia de lo que ocurre en la mayoría de los raiones de esta óblast, en el raión de Oktiabr no se ha producido ninguna fusión de gobiernos locales desde que los actuales ayuntamientos se constituyeran en 2004-2006, por lo que el mapa de desconcentración administrativa de los órganos federales y de la óblast se organiza en base a los once términos municipales antes enumerados.